# 粉叶蕨
粉叶蕨（学名：Pityrogramma calomelanos）为裸子蕨科粉叶蕨属下的一个种。